# 上海市民立中学
上海市民立中学是中華人民共和國上海市靜安區一所公辦完全中學，也是靜安區區實驗性示範中學。1903年，該學校由蘇本炎、蘇本銚創辦於上海南市。最初名為民立上海中學堂，後為與江蘇省立上海中學區別而更名為民立中學。淞滬會戰期間，學校被炸毀，1937年9月，學校在烏魯木齊北路復校。1938年5月，中共在該校設立學生地下黨組織。1940年2月，學校遷入威海路414號。1956年，學校更名為上海市第六十一中學。該校著名校友有殷夫。1983年，該校校園內設立殷夫紀念碑。1985年，學校恢復民立中学原名。1989年，該校被列為上海市青少年愛國主義教育基地。2004年，學校搬遷至威海路681號。